# تشارلز كروفورد
تشارلز كروفورد (بالإنجليزية: Charles Crawford)‏ هو لاعب كرة قدم أمريكية أمريكي، ولد في 8 مارس 1964.

## وصلات خارجية
- تشارلز كروفورد على موقع مرجع كرة القدم المحترفة.كوم (الإنجليزية)